# 充气城堡

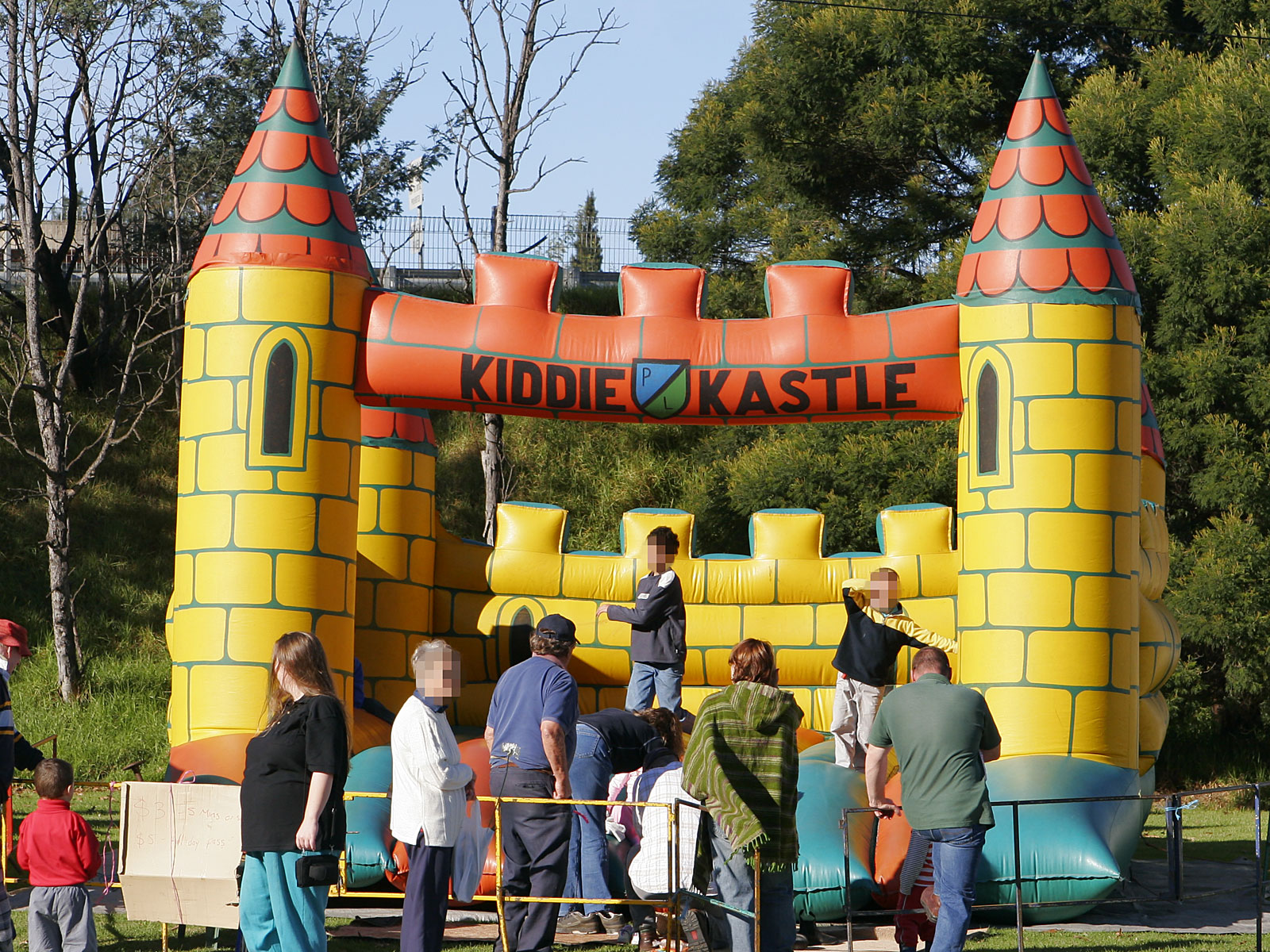

充气城堡，又称“蹦蹦床”，指放置於室外的玩具充气城堡。如果遇到大风可能会被席捲至空中，並对儿童造成危害，近年由於世界各地頻繁發生安全事故而引发社会关注。

## 意外事故
- 在美国，[2]2000年至2015年充气城堡出现的事故共造成10人死亡271人受伤，[3]1990年到2010年20年间据估算约有65000名17岁以下的儿童受伤。[4][5]
- 在英国，诺福克郡戈尔斯顿海滩（英语：Gorleston-on-Sea）气温约30℃时曾发生一起充气城堡酷热天气下暴晒爆炸导致一名4岁女童被弹飞坠地死亡事件，2016年埃塞克斯郡另发生一起蹦蹦床被风刮走致儿童死亡事件。埃塞克斯郡议员罗伯特发文建议“各地都应对充气城堡的安全问题引起重视，必要的时候在极端天气下进行关闭，禁止孩子进行玩耍”[6]
- 2013年6月5日陕西西安，充气蹦蹦床连同一男三女四个小孩被一股强风刮到空中，其中一名3岁男童身亡。2015年6月4日广西田阳，一名3岁小女孩在儿童充气城堡的蹦蹦床上玩耍时突然遭遇大风，几秒钟的时间蹦蹦床连同小女孩被风吹上了空中，小女孩高坠后经抢救无效死亡。[7][8]
- 河南郑州2016年3月26日一阵旋风将蹦蹦床刮走，造成其中一名小孩因伤势过重不治身亡41人受伤。[2]2019年3月31日下午15时，河南商丘市虞城县万亩梨园一阵塵捲風（非龙卷风）袭击导致蹦蹦床被刮飞[9]，事件造成2名儿童死亡，1名儿童重伤，17名儿童及2名成年人受轻伤，事件发生后“虞城县委、政府主要领导高度重视，立即启动突发事件应急预案，安排卫计部门不惜一切代价迅速救治受伤儿童。”景区经营蹦蹦床的两名摊主被控制。[10]
- 2019年4月1日，河南虞城梨园内一个充气城堡被尘卷风掀起 （页面存档备份，存于），造成2名儿童死亡，1名儿童重伤，17名儿童和2名成人受轻伤。
- 河北涞源2019年5月2日14点50分许突发龙卷风，将马源广场内一充气城堡掀翻，当场造成1名儿童死亡，1名儿童在医院抢救无效死亡，另有7人受伤。三名涉事人员事后被控制。[11]